# Methodios von Olympos

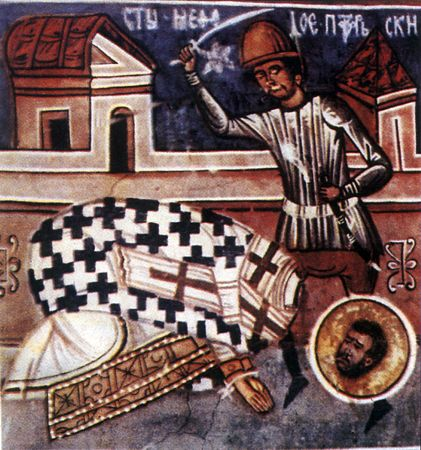
Das Martyrium des Methodios

Methodios von Olympos (lateinisch Methodius; † vermutlich 311 oder 312) war ein griechischer christlicher Schriftsteller, Bischof und Märtyrer. Er ist Heiliger der katholischen Kirche; sein Fest wird am 20. Juni begangen.

## Leben
Die Nachrichten über das Leben des Methodios sind spärlich. Epiphanios von Salamis erwähnt ihn in seinem Panarion als Methodios, auch unter dem Namen Euboulios bekannt. Hieronymus nennt ihn an mehreren Stellen episcopus et martyr, Bischof und Märtyrer. In De viris illustribus schreibt er, dass Methodios gegen Ende der letzten Verfolgung in Chalkis in Griechenland das Martyrium erlitten habe. Mit der „letzten Verfolgung“ ist wahrscheinlich die unter Diokletian, Galerius und Maximinus Daia gemeint, was bedeutet, dass Methodios 311 oder 312 starb. Die alternative Mitteilung des Hieronymus „oder, wie andere behaupten, unter Decius und Valerianus“ würde seinen Tod um 251–260 setzen, was der Angabe widerspricht, dass Methodius unter anderem gegen Porphyrios (ca. 233–305) schrieb.
Besonders umstritten ist der Bischofssitz des Methodius. Seine Schriften weisen wiederholt einen lykischen Hintergrund auf, weshalb der Bischofssitz des Methodios auch meist in dieser Provinz verortet wurde. Methodios wurde traditionell als Bischof von Patara, der Hauptstadt Lykiens bezeichnet, doch taucht diese Verortung erstmals am Ende des 6. Jahrhunderts auf. Hieronymus bezeichnete Methodios als „Bischof von Olympos in Lykien und später von Tyros“. Während ein Episkopat in Tyros mehr als zweifelhaft ist, da es nur bei Hieronymus erwähnt wird, die Bischofsliste von Tyros an keiner Stelle Platz für Methodius enthält und außerdem ein Wechsel des Bischofssitzes zu dieser Zeit unüblich war, wird Olympos weitgehend als historisch korrekt angesehen – so etwa von Theodor Zahn. Franz Diekamp widersprach diesem Urteil und argumentiert, dass Methodios Bischof von Philippi in Makedonien war, da er in mehreren Handschriften als Bischof dieser Stadt genannt wird, Johannes von Antiochien ihn 435 unter die Bischöfe in Griechenland und Illyrien rechne und es fraglich sei, ob Olympos im Jahr 311 überhaupt Bischofsstadt gewesen sei. Auch passe die Angabe des Hieronymus, dass Methodius in Chalkis in Griechenland hingerichtet worden sei, nicht zu einem Episkopat in Lykien, wohl aber zu einem in Makedonien.

## Werke
Das bekannteste Werk des Methodios ist das Gastmahl (Symposion), das nicht nur den Titel von Platons gleichnamigem Werk entlehnt: Die Dialogform sowie zahlreiche Phrasen und Wendungen sind direkt von Platon übernommen. Allerdings beschreibt Methodios kein Trinkgelage, bei dem über den Eros diskutiert wird, sondern eine Versammlung von zehn heiligen Jungfrauen in einem paradiesischen Garten, die die Keuschheit preisen.
Methodios war mit der Philosophie Platons vertraut, hat allerdings die zeitgenössischen Neuplatoniker wie Porphyrios bekämpft. Seine christologischen Aussagen sind mitunter obskur und schwer verständlich; während der Streitigkeiten zwischen Arianern und Orthodoxen im 4. Jahrhundert wurde er von beiden Seiten beansprucht.
Das Symposion ist das einzige Werk, das zur Gänze im griechischen Original erhalten ist. Weitere Werke sind nur fragmentarisch, in Zitaten oder in Übersetzungen in slawische Sprachen erhalten: Über den freien Willen (De autexusio), Über die Auferstehung (De resurrectione), Gegen Porphyrius (Adversus Porphyrium), Über die Geschöpfe (De creaturis).
Mehrere dieser Werke enthalten Erklärungen zu verschiedenen Örtlichkeiten in Lykien. Diekamp unterteilt daher die literarische Tätigkeit des Methodios in einen früheren, lykischen Abschnitt und einen späteren, in dem der Autor Lykien bereits verlassen hatte.

## Textausgaben und Übersetzungen
- Convivium de virginitate / Symposium über die Jungfräulichkeit. Eingeleitet, kritisch ediert, übersetzt und kommentiert von Janina Sieber. Fontes Christiani Bd. 100. Herder, Freiburg im Breisgau 2023, ISBN 978-3-451-32932-6. (griechisch und deutsch)
- Methode d’Olympe: Le Banquet. Hrsg.: Herbert Musurillo. Les Éditions du Cerf, Paris 1963 (Edition mit französischer Übersetzung und Kommentar).
- Des heiligen Methodius Gastmahl oder die Jungfräulichkeit. Aus dem Griechischen übersetzt und mit Erläuterungen versehen von Leonhard Fendt. Kempten / München 1911 (archive.org).